# Helga Uebach
Helga Uebach née le 19 juillet 1940 à Munich et morte le 8 février 2021 est une tibétologue et un écrivain allemand. Elle est docteur en philosophie de l'université de Munich (1966). À partir de 1964, elle collabore au projet de Dictionnaire de tibétain écrit du Comité d'études centre-asiatiques (Commission des études d'Asie centrale et extrême-orientale) de l’Académie bavaroise des sciences. 
Elle est spécialiste des manuscrits de Dunhuang, de la géographie historique et du Tibet ancien. 

## Biographie
Helga Uebach est initialement scolarisée à Attenkirchen et passé ses examens d'école secondaire en 1959. Un an plus tard, elle commence à étudier l'indologie et la tibétologie sous la direction d'Helmut Hoffmann et des études mongoles sous celle d'Herbert Franke.
En tant qu'élève de Helmut Hoffmann, professeur d'indologie et d'études iraniennes à l'université Louis-et-Maximilien de Munich, elle a été la première employée scientifique à rejoindre le projet de dictionnaire dès 1964. Trois ans avant sa thèse, elle commence à travailler à l'Académie bavaroise de Sciences et sciences humaines, dans la Commission d'études sur l'Asie centrale que Hoffmann a fondée avec Erich Haenisch, professeur de culture et d'études linguistiques d'Asie de l'Est en 1954. 
En 1967, elle passe sa thèse en indologie sur une édition et une traduction du Nepālamāhātmya, un appendice du Skandapurāṇa. Ce texte décrit les lieux saints de la vallée de Katmandou, dont les lieux de culte Śaivite. L'ouvrage est publié en 1970 dans une série de la Faculté de philosophie de l'Université de Munich. La même année, elle obtient un poste à part entière d'assistante de recherche à l'Académie bavaroise.
Après que Jampa Losang Panglung ait obtenu son diplôme de maîtrise en 1976, il rejoint Helga Uebach pour participer au projet de Dictionnaire de la langue écrite tibétaine, où ils ont tous les deux travaillé jusqu'à leur retraite.
Helga Uebach a également travaillé sur l'histoire culturelle tibétaine, principalement du VIIe au IXe siècle, la période du premier royaume tibétain. Elle a aussi abordé l'histoire du Ladakh et l'étude de documents. À partir des années 1980, ces intérêts l'ont amenée, avec Jampa Losang Panglung, à effectuer plusieurs voyages sur le terrain en Inde et au Tibet. À cette époque, les études tibétaines en étaient à leurs balbutiements et les publications tibétaines étaient encore rares. Afin de rassembler davantage de matériel pour le projet de dictionnaire, Helga Uebach a photographié des inscriptions au Ladakh et au Tibet, ainsi que des documents conservés à la Bibliothèque des archives et des œuvres tibétaines à Dharamsala.
L'une de ses œuvres majeures est une traduction de la chronique de Nelpa Pandita. Elle avait découvert cette source historique, alors considérée comme perdue, à la Bibliothèque des œuvres et archives tibétaines de Dharamsala alors qu'elle photographiait des documents tibétains en 1982. Avec cette publication, Helga Uebach établit la série Studia Tibetica. Quellen und Studien zur tibetischen Lexikographie à l'Académie bavaroise des sciences et des sciences humaines. De plus, elle a traduit en allemand l'ouvrage de Rolf A. Stein, La civilisation tibétaine.

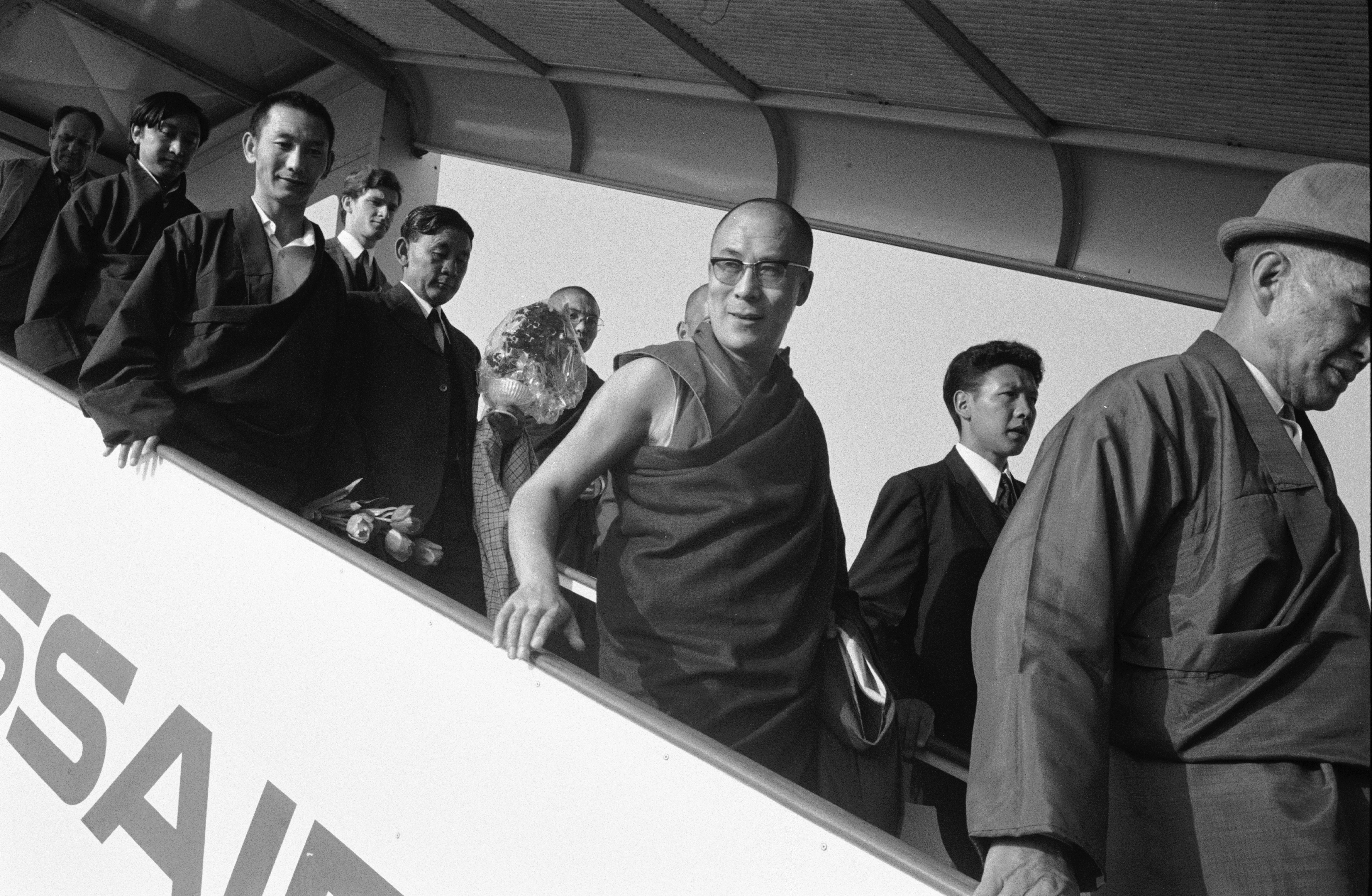
Le dalaï-lama arrivant à l’aéroport de Kloten à Zurich en octobre 1973.

En novembre 1973, un an avant de débuter son plein emploi à l'Académie, Helga Uebach et Jampa L. Panglung organisent l'invitation du dalaï-lama pour sa toute première visite en Europe. Avec le soutien des sénateurs Günter Klinge et Gertraut Klinge, tous deux parrains du projet de dictionnaire, le dalaï-lama est invité à Munich, où il rencontre des universitaires de l'Académie bavaroise, des hommes politiques ainsi que des bouddhistes tibétains et mongols.
Un peu plus de dix ans plus tard, à l'été 1985, Helga Uebach et Jampa L. Panglung sont coorganisateurs du 4e séminaire de l'Association internationale d'études tibétaines (IAST) à Schloss Hohenkammer, près de Munich. Plus de 100 participants de 22 pays ont pris part à cet événement. Les résultats ont été publiés dans des actes du colloque. Elle est également secrétaire générale de l'IATS, poste qu'elle a conservé pour le séminaire de Munich, ainsi que pour le 5e, qui s'est tenu à Narita en 1989.
Au moment où Helga Uebach a pris sa retraite en 2005, elle travaille sur le Dictionnaire de la langue écrite tibétaine depuis 41 ans. La même année, elle publie le premier fascicule du dictionnaire. Jusqu'à sa mort inattendue le 8 février 2021, elle était toujours une figure active des études tibétaines et a continué à publier régulièrement des articles d'érudition exemplaire, principalement dans le domaine du tibétain ancien.

## Ouvrages
- Tibetan Studies: Proceedings of the 4th Seminar of the International Association for Tibetan Studies Schloss Hohenkammer – Munich 1985. Eds. Helga Uebach et Jampa Losang Panglung. (Studia Tibetica: Quellen und Studien zur tibetische Lexicographie 2). Munich: Kommission für Zentralasiatische Studien, Bayerische Akademie der Wissenschaften, 1988,  (ISBN 3-7696-1001-6)
- Participe à l’ouvrage collectif Le Tibet est-il chinois ? de Anne-Marie Blondeau et Katia Buffetrille, 2002, ed. Albin Michel, coll. Sciences des religions  (ISBN 2226134263)
- Helga Uebach et Jampa Losang Panglung, A Silver Portrait of the 6th Zhwa-dmar Karma-pa (1584-1630) In Birgit Kellner et al. eds., Pramanakirtih: Papers Dedicated to Ernst Steinkellner on the Occasion of His 70th Birthday, Wien 2007, p. 975-988.